# Elisabetta di Lituania
Elisabetta di Lituania (in polacco Elżbieta Giedyminówna) (tra il 1301 e il 1304 – 2 giugno 1364) fu duchessa di Płock e, dopo la morte del marito Venceslao, reggente della Masovia.
Figlia del granduca di Lituania Gediminas e probabilmente di Jewna, dal 1349 divenne anche duchessa di Wyszogród.

## Biografia
Figlia del granduca lituano Gediminas e probabilmente di sua moglie di nome Jewna, il nome pagano di Elisabetta rimane sconosciuto. La storiografia precedente ipotizzava erroneamente che si trattasse di una certa Danmilla. Molto probabilmente intorno al 1316 e certamente prima del 6 dicembre 1320, Elisabetta sposò il principe Venceslao di Płock su sollecito di suo padre. La dote della principessa lituana ammontava a 720 marchi d'argento di Cracovia e nove grzywna d'oro, tre volte in più rispetto a una cifra ritenuta normale per l'epoca. Dal matrimonio della coppia nacquero due figli, ovvero Anna, moglie futura moglie del duca di Żagań Enrico V il Ferro, e il futuro duca di Płock Boleslao III.
Dopo la morte del marito, avvenuta nel 1337, Elisabetta esercitò probabilmente la reggenza per conto del figlio, mantenendo questa carica fino a quando il giovane raggiunse la maggiore età, avvenuta tra il 1340 e il luglio 1343.. Il 21 ottobre 1349, in occasione di un consiglio riunitosi a Wiskitki, il figlio di Elisabetta le concesse la castellania di Wyszogród a vita. Quest'assegnazione fu confermata dal re polacco Casimiro III il Grande nell'ambito di una riunione tenutasi a Kalisz il 27 dicembre 1355. Nel 1359 Elisabetta entrò in conflitto con il principe della Masovia Siemowit III, il quale impose illegalmente dei diritti e al contempo degli obblighi agli abitanti di Gostynin, parte del patrimonio della vedova di Elisabetta. Il conflitto tra quest'ultima e il duca venne mediato dal re Casimiro il Grande a Brześć Kujawski il 12 febbraio 1359.

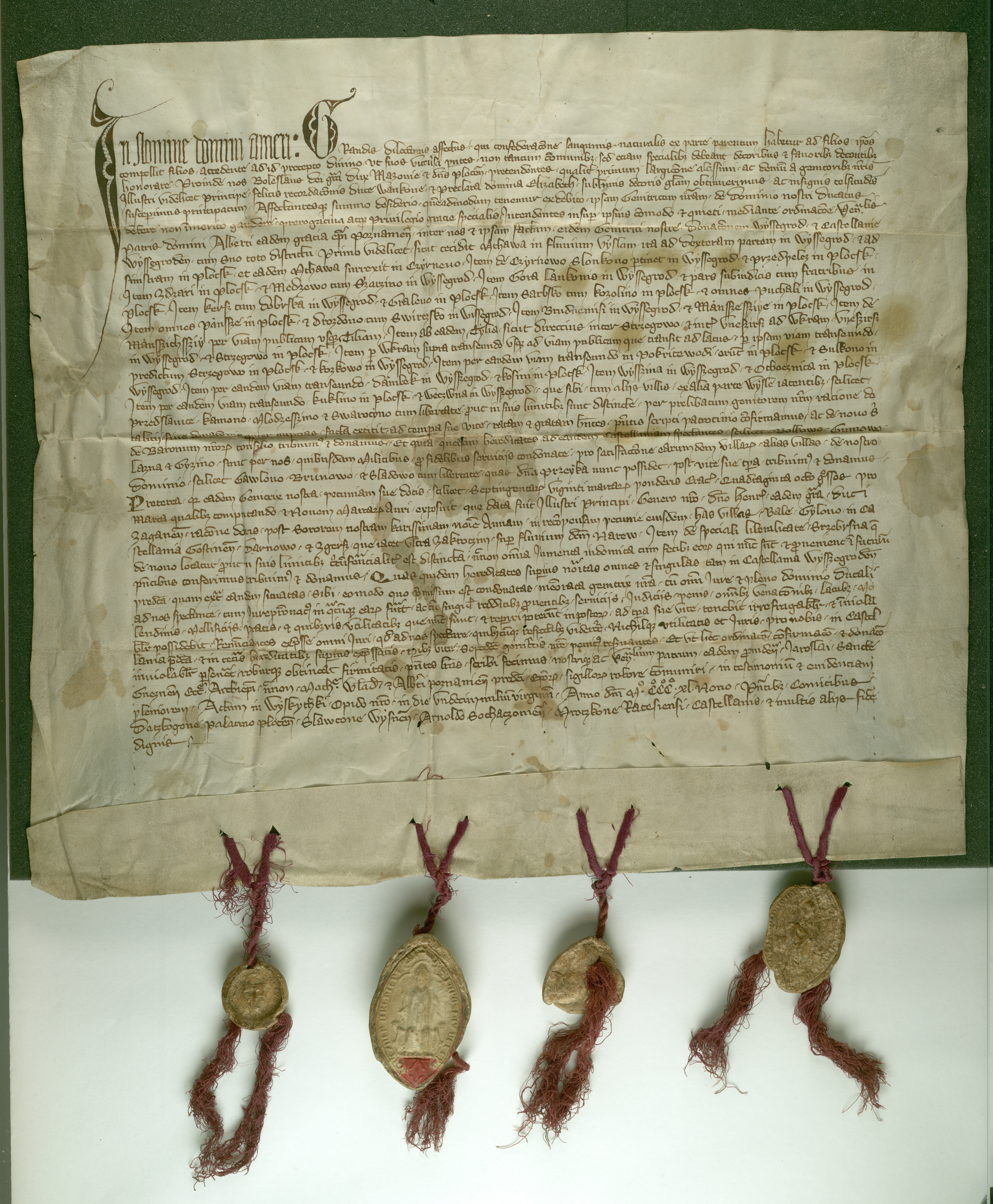
Boleslao III di Płock concede il 21 ottobre 1349 alla madre, Elisabetta di Lituania, la terra di Wyszogród

La morte di Elisabetta viene riferita da Jan Długosz in Rocznik czyli Kronikach sławnego Królestwa Polskiego ("Annali o Cronache del famoso Regno di Polonia") sotto l'anno 1364. Questo resoconto è generalmente considerato affidabile dagli storici moderni. È molto probabile che la vedova del duca Venceslao di Płock sia citata anche nel necrologio del monastero premonstratense di Strzelno sul decesso, avvenuto il 2 giugno, di un'anonima duchessa della Masovia. Secondo il resoconto fornito da Jan Długosz, Elisabetta di Lituania fu sepolta nella Cattedrale di Płock.